# SING SING SING 5
『SING SING SING 5』（シング シング シング ファイブ）は、2017年10月4日にベリーグッドマンのメジャー2rdアルバムとしてユニバーサルミュージックより発売された通算5枚目のオリジナル・アルバム。[限定盤]と[通常盤]の2種類発売。品番は[限定盤]UPCH-7356、[通常盤]UPCH-2137。

## 概要
- タイトルはインディーズの1stアルバムから続くナンバリングで、グループ名の由来となったベニー・グッドマンの曲「Sing, Sing, Sing」より[1]。（以降自主レーベル設立前の7までタイトル継続）
- ミニアルバム『Spring Spring Spring』を挟んで『SING SING SING 4』から1年ぶりのフルアルバム。
- ドラマ『伊藤くん A to E』の主題歌「Pain, Pain Go Away feat.MUTSUKI from Softly」や3シーズン連続となる『恋んトス Season6』の主題歌「片想いの恋」など過去最多のタイアップ曲を収録。
- 限定版はアコースティック形式で行われたスタジオライブ映像「ベリー・バンド・セッション Vol.1」が収録されたDVD付きで、「おかん〜yet〜」では編曲とキーボードにHiDEXの兄NAOが参加している。
- オリコンチャートは最高順位15位、登場回数7週を獲得[2]。
- 「Pain, Pain Go Away feat.MUTSUKI from Softly」は初のフィーチャリング曲、「とにかくこの瞬間だけはアイドルになりたくて」は、リミックスではない曲で初のHiDEX以外のトラックメイカーの楽曲となる[3]。
- 「Pain, Pain Go Away feat.MUTSUKI from Softly」の制作はドラマ側から“3パターンのサビを上げてくれ”と言われて、曲のイメージは“猟奇的な感じ”で、妖しい感じや毒々しい感じをイメージしたが3パターン作って先方に聴かせたら、3パターンのうち“AとBをミックスしてください”ということになり、このサウンドとメロディが出来たところでSoftlyのMUTSUKIを入れようという話になった[3]。
- 「Future」のトラックはサポートDJのMANA-Bが作った。
- 「ハイライト」の歌詞には学校法人中村学園創立者中村ハルの『努力の上に花が咲く』やプロ野球監督野村克也の『失敗と書いて成長と読む』などの言葉が引用して書かれている。
- 「ハイライト」「大切なもの」「ずっと」「片思いの恋」「One Love」で同事務所HAND DRIPのメンバー堀次一輝がギターを演奏。
- 「ハイライト」はプロ野球選手の登場曲として多数の選手に使用されているが、阪神タイガースの中野拓夢にはMOCAとのテレビ番組の対談が縁で2023年に『中野拓夢バージョン』を制作したものが登場曲で使用されている[4]。
- あべのハルカス開業3周年のテーマソングに「Anniversary」がタイアップされ、メンバーも初のCM出演をしている[5]。
- 「はじまりの恋 -Sunset Ver.-」の編曲とはHiDEXの兄のNAOが担当し、ピアノも演奏している。

## 収録曲
| #         | タイトル                                        | 作詞             | 作曲             | 編曲      | 時間  |
| --------- | ----------------------------------------------- | ---------------- | ---------------- | --------- | ----- |
| 1.        | 「Intro 〜5〜」                                 |                  |                  |           | 0:05  |
| 2.        | 「Pain, Pain Go Away feat.MUTSUKI from Softly」 | ベリーグッドマン | ベリーグッドマン | HiDEX     | 3:34  |
| 3.        | 「Future」                                      | ベリーグッドマン | ベリーグッドマン | HiDEX     | 3:30  |
| 4.        | 「ハイライト」                                  | ベリーグッドマン | ベリーグッドマン | HiDEX     | 4:15  |
| 5.        | 「大切なもの」                                  | ベリーグッドマン | ベリーグッドマン | HiDEX     | 4:09  |
| 6.        | 「ずっと」                                      | ベリーグッドマン | ベリーグッドマン | HiDEX     | 4:39  |
| 7.        | 「片想いの恋」                                  | ベリーグッドマン | ベリーグッドマン | HiDEX     | 3:22  |
| 8.        | 「One Love」                                    | ベリーグッドマン | ベリーグッドマン | HiDEX     | 3:54  |
| 9.        | 「Anniversary」                                 | ベリーグッドマン | ベリーグッドマン | HiDEX     | 3:06  |
| 10.       | 「飲みニケーション」                            | ベリーグッドマン | ベリーグッドマン | HiDEX     | 4:22  |
| 11.       | 「You」                                         | ベリーグッドマン | ベリーグッドマン | HiDEX     | 4:02  |
| 12.       | 「とにかくこの瞬間だけはアイドルになりたくて」  | ベリーグッドマン | ベリーグッドマン | SHOWPLAY  | 4:58  |
| 13.       | 「はじまりの恋 -Sunset Ver.-」                  | ベリーグッドマン | ベリーグッドマン | NAO       | 3:44  |
| 合計時間: | 合計時間:                                       | 合計時間:        | 合計時間:        | 合計時間: | 47:40 |

限定版DVD
| ベリー・バンド・セッション Vol.1 |                   |      |            |                                 |
| #                                | タイトル          | 作詞 | 作曲・編曲 | 編曲                            |
| 1.                               | 「ウグイス」      |      |            | Atsushi Harada（Dream Monster） |
| 2.                               | 「Mornin'」       |      |            | Tomoari Taguma（Dream Monster） |
| 3.                               | 「ライオン」      |      |            | Sho Aratame（Dream Monster）    |
| 4.                               | 「おかん〜yet〜」 |      |            | NAO                             |

## タイアップ
| Pain, Pain Go Away feat. MUTSUKI from Softly | 毎日放送/TBS系 ドラマイズム『伊藤くん A to E』主題歌               |
| Pain, Pain Go Away feat. MUTSUKI from Softly | AbemaTV「けやき坂アベニュー」2017年9月度エンディングテーマ         |
| ハイライト                                   | ナカバヤシ「企業 合唱篇」「ロジカル・エアーノート 野球篇」CMソング |
| ハイライト                                   | テレビ埼玉「LIONS CHANNEL」「ライオンズアワー」テーマソング        |
| ハイライト                                   | テレビ朝日系「Break Out」2017年8月度 エンディングトラック          |
| 大切なもの                                   | 中部電力 企業CM「大切なこと」編                                    |
| ずっと                                       | TOKYO MX『縁結びの妖狐ちゃん』エンディングテーマ                   |
| 片想いの恋                                   | TBS系『恋んトス Season6』オープニングテーマ                        |
| Anniversary                                  | あべのハルカス3周年テーマソング                                    |

## プロ野球選手登場曲一覧
- ハイライト
  - 広島東洋カープ - 藤井皓哉（2018年 - 2019年）
  - 東北楽天ゴールデンイーグルス - 山下斐紹（2018年）
  - オリックス・バファローズ - T-岡田（2018年）
  - 福岡ソフトバンクホークス - 今宮健太（2018年）
  - 福岡ソフトバンクホークス - 栗原陵矢（2018年 - 2020年）
  - 阪神タイガース - 中野拓夢（2021年 - ）[注 1]
  - 千葉ロッテマリーンズ - 西川僚祐（2021年 - 2023年）
- 大切なもの
  - 横浜DeNAベイスターズ - 髙田琢登（2022年 - ）
  - 福岡ソフトバンクホークス - 山本恵大（2023年 - ）